# Khamis Mushait
Khamis Mushait (tiếng Ả Rập: خميس مشيط) là một thành phố ở tây nam của Ả Rập Xê Út, 35 dặm Anh so với thủ phủ tỉnh Abha. Thành phố Khamis Mushait thuộc vùng Asir. Thành phố này có diện tích km2, dân số thời điểm năm 2007 là 400.000 người. Đây là thành phố lớn thứ 10 của Ả Rập Xê Út theo dân số.

## Lịch sử
Cho đến những năm 1970, Khamis Mushait là một thị trấn nhỏ với chưa đầy 50.000 người làm nông nghiệp. Kể từ đó, dân số của nơi đây đã tăng lên đáng kể, đạt hơn 1.200.000 người. Thành phố được bao quanh bởi các trang trại sản xuất cây nông nghiệp.

## Khí hậu
| Dữ liệu khí hậu của Khamis Mushait | Dữ liệu khí hậu của Khamis Mushait | Dữ liệu khí hậu của Khamis Mushait | Dữ liệu khí hậu của Khamis Mushait | Dữ liệu khí hậu của Khamis Mushait | Dữ liệu khí hậu của Khamis Mushait | Dữ liệu khí hậu của Khamis Mushait | Dữ liệu khí hậu của Khamis Mushait | Dữ liệu khí hậu của Khamis Mushait | Dữ liệu khí hậu của Khamis Mushait | Dữ liệu khí hậu của Khamis Mushait | Dữ liệu khí hậu của Khamis Mushait | Dữ liệu khí hậu của Khamis Mushait | Dữ liệu khí hậu của Khamis Mushait |
| Tháng                              | 1                                  | 2                                  | 3                                  | 4                                  | 5                                  | 6                                  | 7                                  | 8                                  | 9                                  | 10                                 | 11                                 | 12                                 | Năm                                |
| ---------------------------------- | ---------------------------------- | ---------------------------------- | ---------------------------------- | ---------------------------------- | ---------------------------------- | ---------------------------------- | ---------------------------------- | ---------------------------------- | ---------------------------------- | ---------------------------------- | ---------------------------------- | ---------------------------------- | ---------------------------------- |
| Trung bình ngày tối đa °C (°F)     | 20.0 (68.0)                        | 21.4 (70.5)                        | 23.0 (73.4)                        | 25.5 (77.9)                        | 28.1 (82.6)                        | 30.9 (87.6)                        | 30.0 (86.0)                        | 29.8 (85.6)                        | 28.9 (84.0)                        | 25.5 (77.9)                        | 23.0 (73.4)                        | 20.9 (69.6)                        | 25.6 (78.0)                        |
| Tối thiểu trung bình ngày °C (°F)  | 9.1 (48.4)                         | 8.0 (46.4)                         | 11.3 (52.3)                        | 12.5 (54.5)                        | 14.6 (58.3)                        | 16.3 (61.3)                        | 17.0 (62.6)                        | 17.3 (63.1)                        | 14.5 (58.1)                        | 11.1 (52.0)                        | 8.6 (47.5)                         | 7.2 (45.0)                         | 12.3 (54.1)                        |
| Lượng mưa trung bình mm (inches)   | 12 (0.5)                           | 27 (1.1)                           | 50 (2.0)                           | 52 (2.0)                           | 23 (0.9)                           | 5 (0.2)                            | 19 (0.7)                           | 28 (1.1)                           | 6 (0.2)                            | 2 (0.1)                            | 7 (0.3)                            | 4 (0.2)                            | 235 (9.3)                          |
| Nguồn: Climate-data.org            |                                    |                                    |                                    |                                    |                                    |                                    |                                    |                                    |                                    |                                    |                                    |                                    |                                    |